# 藤原親隆
藤原 親隆（ふじわら の ちかたか）は、平安時代後期の公卿。藤原北家勧修寺流、参議・藤原為房の七男。官位は正三位・参議。四条宰相、四条三位と号す。

## 経歴
永久2年（1114年）大膳亮に任官する。六位蔵人を経て、保安4年（1123年）従五位下・右衛門少尉に叙任。
天治2年（1125年）上総介に任ぜられると、長承元年（1132年）信濃守と白河院政期後期から鳥羽院政期前期にかけて地方官を務める。保延5年（1139年）左衛門権佐（検非違使佐）として京官に復す。久安3年（1147年）従四位下・尾張守に叙任されると、仁平元年（1151年）尾張守重任、久寿3年（1156年）伊予守と再び地方官を務めて名を挙げた。またこの間の久寿2年（1155年）春宮・守仁親王の春宮亮を兼ねている。
地方官を務める一方で、鳥羽法皇の院別当として近侍する傍ら、藤原頼長の家司も務め、鳥羽法皇が近衛天皇の死を頼長の呪詛によるものと信じているという情報を、頼長に伝えた人物と伝わる。しかし、保元元年（1156年）の保元の乱において頼長に与した形跡はなく、その後も政治生命を保っている。平清盛室の時子の同母妹を室の一人に迎え、平家に接近した側面もあった。
後白河朝末の保元3年（1158年）従三位に叙されて公卿に列し、同年守仁親王の即位（二条天皇）によって正三位に進んだ。応保元年（1161年）に参議に任ぜられている。
応保2年（1162年）2月に不出仕により謹慎処分を受けると、翌長寛元年（1163年）8月に出家し、法名を大覚と称した。永万元年（1165年）8月23日薨去。享年67。

## 人物
保安2年（1121年）の関白内大臣家歌合や崇徳院百首などに出詠。『金葉和歌集』などの勅撰集に16首の和歌が残る。
異母兄・重隆、同母兄・朝隆と共に、『雲図抄』の作者に擬せられる一人でもある。

## 官歴
『公卿補任』による。
- 永久2年（1114年） 正月22日：大膳亮（大蔵卿為房二合）
- 保安4年（1123年） 正月28日：六位蔵人（摂政家勾当）。4月5日：右衛門少尉[2]。11月17日：従五位下（大嘗会叙位）
- 天治2年（1125年） 3月28日：上総介（中請修造、齋院等調進女房装束等功）。4月7日：斎院長官
- 大治5年（1130年） 10月1日：従五位上（行幸院賞）
- 長承元年（1132年） 12月25日：信濃守
- 長承2年（1133年） 10月26日：兼勘解由次官
- 長承4年（1135年） 正月5日：正五位下（待賢門院当年御給）
- 保延5年（1139年） 正月24日：左衛門権佐、元次官信濃守、使宣旨
- 康治元年（1142年） 6月18日：兼防鴨河使
- 久安2年（1146年） 12月21日：民部権大輔、去権佐
- 久安3年（1147年） 12月21日：尾張守（今夜被定上総信濃両国功過、即叙四品）、従四位下（一院康治2年御給）
- 久安4年（1148年） 10月12日：従四位上（治国、除目次）
- 久安5年（1149年） 3月24日：正四位下（延勝寺供養日行事賞、一院御給）
- 仁平元年（1151年） 12月30日：重任
- 久寿2年（1155年） 9月23日：兼春宮亮（春宮・守仁親王）
- 久寿3年（1156年） 3月6日：伊予守（元尾張前司未得解由、去尾張、経教任之）
- 保元3年（1158年） 5月6日：従三位（臨時）、春宮亮如元。8月1日：止亮（踐祚）。12月17日：正三位（御即位叙位、坊亮）
- 応保元年（1161年） 9月15日：参議
- 応保2年（1162年） 正月27日：兼近江権守。2月16日：恐懼（依不出仕）。2月30日：被免恐懼
- 長寛元年（1163年） 8月22日：出家（法名大覚）
- 永万元年（1165年） 8月23日：薨去

## 系譜
- 父：藤原為房
- 母：法橋隆尊の娘（藤原忠通の乳母）
- 妻：藤原為隆の娘
  - 長男：藤原為親（?-1172）
- 妻：源顕通の娘
  - 二男：藤原為綱（?-1175）
  - 男子：最寛（1131-1210）
- 妻：平時信の娘（?-1177）
  - 三男：藤原親雅（1145-1210）
  - 男子：全真（1151-?）
- 生母不詳の子女
  - 女子：藤原家通室
  - 女子：藤原光頼室
  - 女子：藤原成親室